# Barcelona
«Barcelona» («Барселона») — спільний студійний альбом, записаний Фредді Мерк'юрі, солістом популярного британського рок-гурту «Queen», і іспанською оперною співачкою сопрано Монсеррат Кабальє. «Barcelona» вийшов 1988 року і став другим і останнім альбомом Мерк'юрі, записаним поза рамками гурту «Queen».
Після того, як Барселону обрали місцем проведення літніх Олімпійських ігор 1992 року, Мерк'юрі запропонували написати пісню як тему для майбутніх ігор. Ідея полягала у тому, щоб створити дует із Кабальє, оскільки вона була із цього міста. Співак був її давнім шанувальником, і вона, у свою чергу, почала дуже поважати його таланти. Вони вирішили разом попрацювати над альбомом, у якому Мерк'юрі та Майк Моран взяли на себе творче керівництво як автори пісень. Мерк'юрі та Моран створили та відправили співачці касети з музикою, де Мерк'юрі виконував фальцетом головний вокал для партій Монсеррат. Оскільки в їхньому графіку бракувало вільного часу для зустрічей, партії співачки записувалися в іншому місці.
3 вересня 2012 року вийшло спеціальне видання альбому. У ньому представлена нова версія альбому, у якій синтезатори та драм-машини замінені новими живими симфонічними оркестровками та перкусією. Нове видання має нову унікальну обкладинку альбому.

## Запис
«Barcelona» — другий й останній прижиттєвий сольний альбом Фредді Мерк'юрі, записаний у 1987—1988 роках на студії Mountain Studios. Ідея Мерк'юрі із залученням симфонічного оркестру для запису альбому не була реалізована через відсутність часу, й у результаті альбом частково був аранжований синтезаторами і драм-машиною.
Гурт «Europe» працював над своїм альбомом у Olympic Studios, коли там відбувався запис «Barcelona». За спогадами вокаліста цього гурту Джоуї Темпеста:
| Ліві лапки | Наш продюсер Рон Невісон спочатку запропонував нам іншу студію. Коли він прилетів, ми одразу вирушили до цієї студії, в якій раніше записував свої хіти Філ Коллінз. Напевно тому ми й погодилися записувати наш альбом там. Ми із захопленням почали репетирувати, створюючи навколо себе багато галасу. Процес так захопив нас, що ми навіть забули зачинити двері до студії. Якоїсь миті ми почули чиїсь швидкі кроки і незнайомий голос. На порозі стояв сам Фредді Мерк'юрі, який, виявляється, був у сусідній кімнаті. „Хлопці, можна тихіше, ми тут оперу пишемо!“ — почав знайомство він. Це був саме той період, коли Мерк'юрі записував „Барселону“ з Монсеррат Кабальє. Пам'ятаю, ми були настільки вражені несподіваною зустріччю, що просто кивнули у відповідь, не знаходячи потрібних слів для продовження розмови. І цього дня ми так і не наважилися писати альбом, роботу над яким відклали до завтра | Праві лапки |

## Складова

### «Barcelona»
Пісня «Barcelona» («Барселона») була написана та спродюсована Майком Мораном та Фредді Мерк'юрі. Сесії запису включають скрипки Хомі Канги та Лорі Льюїс, скрипку Дебори Енн Джонстон, валторну Баррі Кестла та перкусію Френка Рікотті. «Barcelona» була обрана гімном Олімпійських ігор 1992 року в Іспанії. Незважаючи на те що Мерк'юрі помер менш ніж за сім місяців до початку ігор, вона звучала під час вступного відео про Барселону на церемонії відкриття і використовувався як головна музична заставка під час висвітлення BBC літніх Олімпійських ігор 1992 року. Відеокліп до пісні зняли у найбільшому в світі нічному клубі Ku, який зараз називається «Privilege» на Ібіці.
Англійський тенор Рассел Вотсон разом з Шоном Райдером створив кавер пісні, який увійшов до альбому «The Voice».

### «La Japonaise»
Пісню «La Japonaise» («Японці») записали 9 листопада 1987 року (первісне демо з'явилося 1 вересня). Мерк'юрі написав усі тексти, у тому числі японською мовою, і заспівав деякі партії фальцетом, які збереглися в остаточній версії.

### «The Fallen Priest»
Спочатку це була віртуозна фортепіанна п'єса Морана з високим вокалом Мерк'юрі, вона називалася «Rachmaninov's Revenge» («Помста Рахманінова») (демо з'явилося 26 січня та 19 лютого відповідно). Потім пісню назвали «The Duet» («Дует»), коли Тім Райз писав для неї текст, остаточною назвою стала «The Fallen Priest» («Грішний священник»). Елейн Пейдж, яка тоді жила з Райзом, працювала того часу над альбомом каверів до пісень гурту «Queen». Її альбом також вийшов 1988 року, його продюсером став Моран, він же й диригував оркестром, створив аранжування, грав на фортепіано та клавішних. Фінальний фортепіанний риф дуже схожий на фінал першої частини Концерту № 2 для фортепіано з оркестром російського композитора Сергія Рахманінова.

### «Ensueño»
Коли Мерк'юрі вперше зустрів Монсеррат Кабальє в березні 1987 року, він приніс написану ним з Мораном п'єсу під назвою «Exercises in Free Love» («Вправи у вільному коханні»), до якої Кабальє додала текст й пізніше отримала назву «Ensueño» («Мрія»). Вона попросила його заспівати її своїм природним голосом (баритоном). На відміну від «Exercises», «Ensueño» не включає оркестрування або бек-вокал: Майк Моран грає лише фортепіанну партію як акомпанемент для двох співаків.

### «The Golden Boy»
До пісні «The Golden Boy» («Золотий хлопчик») також увійшов текст Райза, її записали 1 грудня 1987 року (ранні демо датовані 2 травня і 9 листопада). У знаменитому госпел-хорі брали участь Мадлен Белл, Денніс Бішоп, Ленс Еллінгтон, Міріам Стоклі, Пітер Стрейкер, Марк Вільямсон та Керол Вудс. Стрейкер був другом Мерк'юрі, він допоміг йому з деякими текстами до пісні «I'm Going Slightly Mad», а Стоклі пізніше співав з Браяном Меєм.

### «Guide Me Home»
Спочатку «Guide Me Home» («Проведи мене додому») називалася «Freddie's Overture» («Увертюра Фредді»), вона була написана однією з останніх серед треків альбому, на початку 1988 року. Спочатку пісня вийшла на CD в Японії разом з треками, які виходили на LP, «How Can I Go On» та «Overture Piccante», останній випускався у вигляді максі-синглу на CD в Нідерландах у 2000 році.

### «How Can I Go On»
Пісню «How Can I Go On» («Як я можу продовжувати») написали навесні 1987 року. У альбомі її початок плавно зливається із кінцем попереднього треку. У ній грає бас-гітарист «Queen» Джон Дікон.

### «Overture Piccante»
В останньому треці «Overture Piccante» («Увертюра Пікканте») поєднуються частини інших пісень альбому, що створює нову композицію.

## Трек-лист
Автор музики і слів Фредді Мерк'юрі і Майк Моран, крім випадків, коли зазначені інші. 
| #  | Назва               | Автор                            | Тривалість |
| -- | ------------------- | -------------------------------- | ---------- |
| 1. | «Barcelona»         |                                  | 5:37       |
| 2. | «La Japonaise»      |                                  | 4:49       |
| 3. | «The Fallen Priest» | Мерк'юрі Моран Тім Райз          | 5:46       |
| 4. | «Ensueño»           | Мерк'юрі Моран Монсеррат Кабальє | 4:27       |
| 5. | «The Golden Boy»    | Мерк'юрі Моран Райз              | 6:04       |
| 6. | «Guide Me Home»     |                                  | 2:49       |
| 7. | «How Can I Go On»   |                                  | 3:51       |
| 8. | «Overture Piccante» |                                  | 6:40       |

## Спеціальне видання 2012 року
У спеціальному перевиданні альбому 2012 року оригінальні мелодії, створені з використанням синтезаторів і семплерів, були перезаписані з використанням повноцінного симфонічного оркестру. «Ensueño», четвертий трек, у якому початково Мерк'юрі та Кабальє співали тільки під сольне фортепіано Морана, залишився без змін, тоді як мінусівка до «Exercises in Free Love» була переаранжована та перезаписана.
Партитура була транскрибована і переаранжована Стюартом Морлі, музичним керівником мюзиклу «Queen» «We Will Rock You», який також був продюсером альбому. Морлі прослухав оригінальний запис, щоб вловити гармонію та головні партії, а потім переоркестрував партитуру за допомогою традиційного паперу, ручки та гумки, використовуючи «Трактат про оркестровку» та «Шахерезаду» Римського-Корсакова, «Четверту симфонію» Чайковського та «Море» Дебюссі як посилання.
Партитуру виконав Празький FILMharmonic Orchestra. Наоко Кікучі записала партію кото для «La Japonaise», тоді як Руфус Тейлор, син барабанщика «Queen» Роджера Тейлора, записав ударні для «The Golden Boy» та «How Can I Go On», а класичний скрипаль Девід Гарретт записав нову сольну партію скрипки для останніх. Бас-гітара Джона Дікона залишилася у «How Can I Go On».

### Трек-лист

#### Диск 1— нове оркестування альбому
| #   | Назва                                                    | Тривалість |
| --- | -------------------------------------------------------- | ---------- |
| 1.  | «Barcelona»                                              | 5:43       |
| 2.  | «La Japonaise»                                           | 4:52       |
| 3.  | «The Fallen Priest»                                      | 5:46       |
| 4.  | «Ensueño»                                                | 4:22       |
| 5.  | «The Golden Boy»                                         | 6:04       |
| 6.  | «Guide Me Home»                                          | 2:50       |
| 7.  | «How Can I Go On»                                        | 3:49       |
| 8.  | «Exercises in Free Love»                                 | 3:57       |
| 9.  | «Overture Piccante»                                      | 6:47       |
| 10. | «How Can I Go On [бонус-трек за участю Девіда Гарретта]» | 3:56       |

#### Диск 2— найкраще з раритетів і сесійні уривки
| #  | Назва                                       | Версії                               | Тривалість |
| -- | ------------------------------------------- | ------------------------------------ | ---------- |
| 1. | «Exercises in Free Love»                    | Б-сторона, 1987                      | 4:26       |
| 2. | «Barcelona»                                 | рання версія демо з вокалом Фредді   | 4:21       |
| 3. | «La Japonaise»                              | рання версія демо з вокалом Фредді   | 4:41       |
| 4. | «Rachmaninov's Revenge (The Fallen Priest)» | пізніша версія демо з вокалом Фредді | 5:51       |
| 5. | «Ensueño»                                   | живі виступи Монсеррат               | 5:36       |
| 6. | «The Golden Boy»                            | рання версія демо з вокалом Фредді   | 3:54       |
| 7. | «Guide Me Home»                             | альтернативна версія                 | 2:50       |
| 8. | «How Can I Go On»                           | альтернативна версія                 | 4:03       |
| 9. | «How Can I Go On»                           | альтернативна версія з піаніно       | 3:44       |

#### Диск 3— оркестрова версія альбому
| #  | Назва                    | Музика       | Тривалість |
| -- | ------------------------ | ------------ | ---------- |
| 1. | «Barcelona»              | інструментал | 5:39       |
| 2. | «La Japonaise»           | інструментал | 4:51       |
| 3. | «The Fallen Priest»      | інструментал | 5:47       |
| 4. | «Ensueño»                | інструментал | 4:01       |
| 5. | «The Golden Boy»         | інструментал | 6:03       |
| 6. | «Guide Me Home»          | інструментал | 2:50       |
| 7. | «How Can I Go On»        | інструментал | 3:37       |
| 8. | «Exercises in Free Love» | інструментал | 3:57       |
| 9. | «Overture Piccante»      | інструментал | 6:43       |

- У цьому CD «Ensueño» складається лише з (оригінальної) фортепіанної партії Морана. В жодному треку немає бек-вокалу.

#### Диск 4— DVD
- Виступ у клубі на Ібиці

1. Barcelona

- Виступ La Nit Barcelona

1. Barcelona
2. How Can I Go On
3. The Golden Boy

- Barcelona [класичне відео]
- Barcelona [спеціальне видання EPK]
- Barcelona [версія Різа Томаса 2012 року]

## Музиканти
- Фредді Мерк'юрі — головний вокал і бек-вокал, піаніно, аранжування
- Монсеррат Кабальє — головний вокал і бек-вокал
- Майк Моран — клавішні, програмування, аранжування
- Джон Дікон — бас-гітара («How Can I Go On»)
- Хомі Канга — скрипка («Barcelona»)
- Лорі Льюїс — скрипка («Barcelona»)
- Дебора Енн Джонстон — віолончель («Barcelona»)
- Баррі Кестл — валторна («Barcelona»)
- Френк Рікотті — перкусія («Barcelona»)
- Мадлен Белл — бек-вокал («The Golden Boy»)
- Денніс Бішоп — бек-вокал («The Golden Boy»)
- Ленс Еллінгтон — бек-вокал («The Golden Boy»)
- Міріам Стоклі — бек-вокал («The Golden Boy»)
- Пітер Стрейкер — бек-вокал («The Golden Boy»)
- Марк Вільямсон — бек-вокал («The Golden Boy»)
- Керол Вудс — бек-вокал («The Golden Boy»)

## Чарти
| Країна          | Чарти   | Чарти                  | Продажі      | Продажі |
| Країна          | 1988:   | Перевидання 1992 року: | Сертифікації |         |
| Країна          | Позиції | Позиції                | Сертифікації |         |
| --------------- | ------- | ---------------------- | ------------ | ------- |
| Австрія         | ?       | 24                     | –            |         |
| Німеччина       | ?       | 41                     | –            |         |
| Японія          | ?       | 93                     | ?            |         |
| Нідерланди      | ?       | 9                      | ?            |         |
| Нова Зеландія   | ?       | 13                     | ?            |         |
| Швеція          | ?       | 37                     | ?            |         |
| Швейцарія       | ?       | 18                     | Платина      |         |
| Велика Британія | 25      | 15                     | Срібло       |         |

| Країна          | Позиція                | Позиція |
| Країна          | 1987:                  |         |
| --------------- | ---------------------- | ------- |
| Велика Британія | 8                      |         |
| Швеція          | 15                     |         |
| Нідерланди      | 34                     |         |
| Німеччина       | 47                     |         |
| Країна          | Перевидання 1992 року: |         |
| Нідерланди      | 2                      |         |
| Велика Британія | 2                      |         |
| Швейцарія       | 8                      |         |
| Швеція          | 12                     |         |
| Австралія       | 42                     |         |
| Німеччина       | 32                     |         |

«The Golden Boy» (1988)
| Країна          | Позиція |
| --------------- | ------- |
| Велика Британія | 86      |

«How Can I Go On» (1989)
| Країна          | Позиція |
| --------------- | ------- |
| Велика Британія | 95      |
| Бразилія        | 1       |

## Сертифікації
| Країна                                                      | Сертифікація | Продано  |
| ----------------------------------------------------------- | ------------ | -------- |
| Іспанія (PROMUSICAE)                                        | Платина      | 100 000^ |
| ^Дані про відвантаження, що базуються лише на сертифікації. |              |          |